# Cruz Azul de São Paulo
A Associação Cruz Azul de São Paulo é uma instituição beneficente e filantrópica localizada na cidade de São Paulo, Brasil.

## História
Fundada em 28 de julho de 1925 com o objetivo de ser uma Caixa Beneficente da Força Pública Paulista para assegurar a saúde e a educação do efetivo e de seus familiares, bem como sócios civis.
Em 1928 iniciou-se a construído do Hospital e Maternidade Santa Maria e somente em julho de 1935 que o hospital iniciou suas atividades.